# Ladera Ranch
Ladera Ranch es un lugar designado por el censo ubicado en el condado de Orange en el estado estadounidense de California. En el año 2010 tenía una población de 22.980 habitantes.

## Geografía
Ladera Ranch se encuentra ubicado en las coordenadas 33°32′57″N 117°38′26″O / 33.54917, -117.64056.